# برسية برازيلية
برسية برازيلية (الاسم العلمي:Gnaphalium brasiliense) هي نوع غير مؤكد من النباتات تتبع جنس البرسية من الفصيلة النجمية.